# باي ديبي فال
باي ديبي فال (بالإنجليزية: Baye Djiby Fall؛ بالفرنسية: Baye Djiby Fall) هو لاعب كرة قدم أمريكي وسنغالي في مركز الهجوم، ولد في 20 أبريل 1985 في تييس ‏ في السنغال. شارك مع منتخب السنغال لكرة القدم. أما مع النوادي، فقد لعب مع بورغ أون بريس بيروناس وغرويتر فورت وكارسياكا ولوكوموتيف موسكو ولوكيرين أوست فلانديرين ونادي أودنسه ونادي أوكسير ونادي العين ونادي إيرتيش بافلودار ونادي راندرس ونادي مولده.

## وصلات خارجية
- باي ديبي فال على موقع اتحاد تركيا (لاعب) (الإنجليزية)
- باي ديبي فال على موقع قاعدة بيانات كرة القدم.إي يو (الإنجليزية)
- باي ديبي فال على موقع ناشيونال فوتبول تيمز (الإنجليزية)
- باي ديبي فال على موقع Soccerway.com (الإنجليزية)
- باي ديبي فال على موقع عالم كرة القدم.نت (الإنجليزية)
- باي ديبي فال على موقع AS.com (الإسبانية)